# Skin (песня Сабрины Карпентер)
«Skin» — сингл американской певицы Сабрины Карпентер, выпущенная на лейбле Island Records 22 января 2021 года. Песня стала её первым релизом на Island Records после того, как она ранее подписала контракт с Hollywood Records с 2014 года. Первоначально была выпущена в качестве ведущего сингла с пятого студийного альбома Карпентер «Emails I Can't Send» (2022), но в конечном итоге не была включена в альбом. Она была написана Карпентер, Тиа Сколой и её продюсером Райаном Макмахоном.

## Композиция
«Skin» — это синти-поп баллада . Она была написана Карпентер, Тиа Сколой и Райаном Макмахоном. Макмахон также занимался продюсированием песни. «Skin» написана в тональности соль мажор и имеет темп 106 ударов в минуту.

Несколько публикаций предположили, что текст песни посвящён широко известному «любовному треугольнику» между Софией Карпентер, Оливией Родриго и Джошуа Бассеттом, и является ответом на сингл Родриго «Drivers License», поскольку трек был выпущен всего через две недели после выхода сингла Родриго. С тех пор Карпентер опровергла утверждение о том, что песня является дисс-треком, объяснив, что это не «обращение к одному-единственному человеку». Карпентер заявила в интервью с Джеймсом Корденом:
«Знаете, люди всегда придумывают истории, и я думаю, что это была действительно интересная песня, которую люди могли неправильно истолковать и превратить в то, чем она на самом деле не была»

## Коммерческие показатели
На неделе своего выхода «Skin» дебютировал на 48-м месте в Billboard Hot 100, что сделало его самым высоким дебютом в чарте за неделю. Песня также стала первой записью Карпентер в Hot 100, а её предыдущие синглы «Thumbs» и «Why» попали в чарты Bubbling Under Hot 100 под номерами 1 и 21 соответственно. Кроме того, песня достигла 12-го места в Ирландии и 30-го в Великобритании.

## Выступления
Карпентер исполнила песню вживую на The Late Late Show с Джеймсом Корденом. Она также исполнила эту песню на церемонии вручения премии GLAAD Media Awards 2021. Во время этого выступления Карпентер пела перед монтажом видеороликов с участием трансгендерной молодежи, появляющейся позади нее, «посылая мощное послание любви и принятия трансгендерному сообществу». 11 мая 2023 года Карпентер исполнила песню во время второй ночи в Нью-Йорке второго этапа тура «Emails I Can’t Send».

## Музыкальный клип
Музыкальное видео на песню «Skin» было снято режиссером Джейсоном Лестером и выпущено 1 февраля 2021 года. В трёхминутном музыкальном клипе появляется Гэвин Лезервуд, который играет любовный интерес Карпентер.

## Кредиты и персонал
- Сабрина Карпентер — ведущий вокал, автор песни, бэк-вокал

- Райан Макмахон — продюсер, автор песни, программист, звукорежиссёр

- Тиа Скола — автор песни

- Кевин Ривз — мастеринг

- Джордж Сира — микшер

## История выпуска

### Даты выхода и форматы «Skin»
| Регион            | Дата           | Формат                                 | Ссылка            |
| ----------------- | -------------- | -------------------------------------- | ----------------- |
| Различный         | 22 января 2021 | Цифровая загрузка * потоковая передача | Island            |
| Соединенные Штаты | 26 января 2021 | Радио современных хитов                | Island * Republic |